# Christelle Cornil

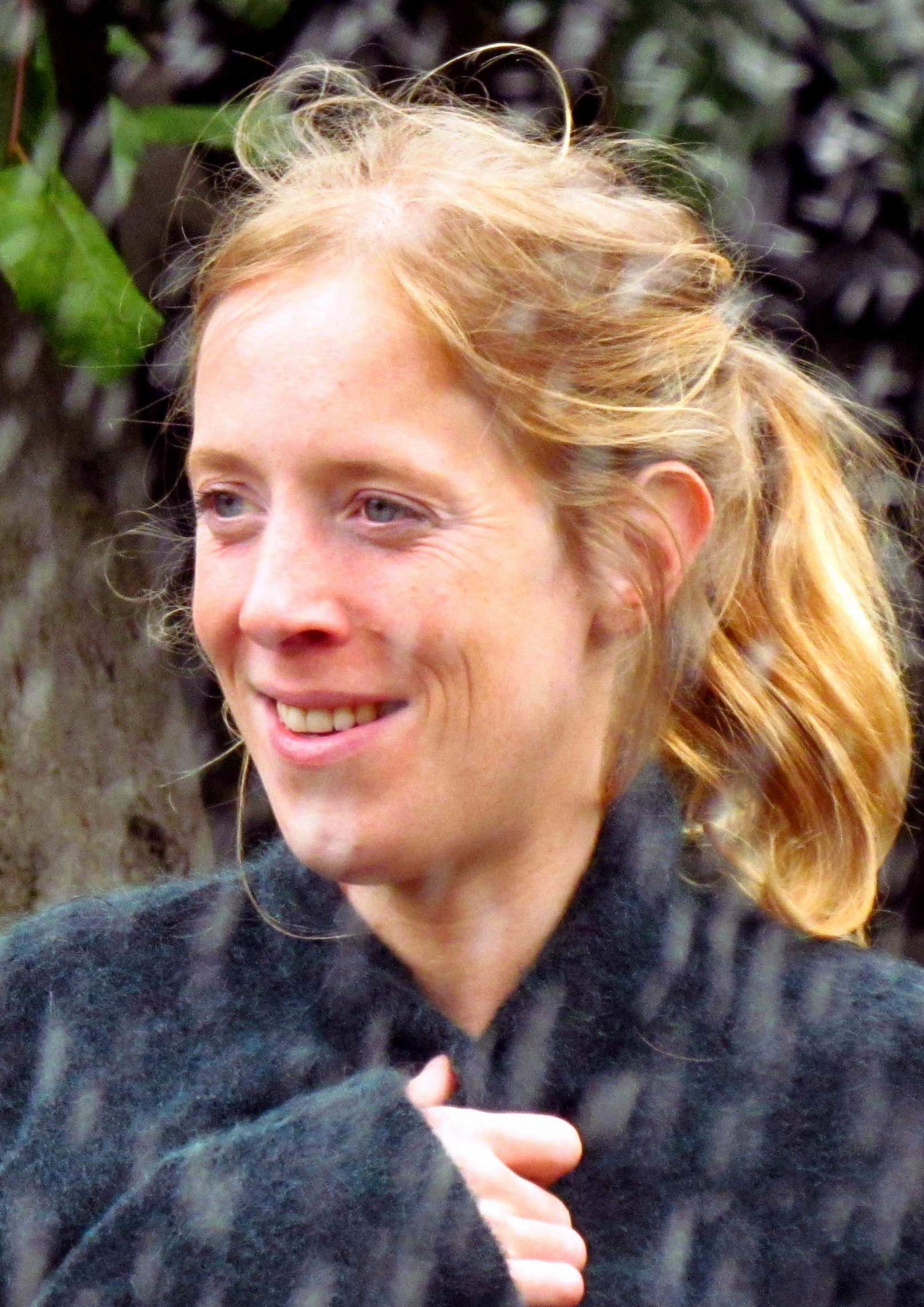
Christelle Cornil (2011)

Christelle Cornil (* 28. August 1977 in Brüssel) ist eine belgische Schauspielerin.

## Leben
Christelle Cornil studierte 1996/1997 an der Schauspielschule in Louvain-la-Neuve und danach von 1997 bis 2000 am Konservatorium in Mons. Seit dieser Zeit ist sie als Film- und Fernsehschauspielerin tätig und wirkte bereits in über 60 Produktionen mit. 
2011 wurde sie mit dem Magritte in der Kategorie Beste Nebendarstellerin für ihre Leistung in dem Filmdrama Illegal geehrt.

## Filmografie (Auswahl)
- 2001: Das Rennrad (Le Vélo de Ghislain Lambert)
- 2006: Mr. Average – Der Mann für alle Fälle (Comme tout le monde)
- 2009: OSS 117 – Er selbst ist sich genug (OSS 117: Rio ne répond plus)
- 2009: Sœur Sourire – Die singende Nonne (Sœur Sourire)
- 2009: Lügner (Menteur)
- 2009: My Queen Karo
- 2009: Julie & Julia
- 2010: Mr. Nobody
- 2010: Spurlos (Sans laisser des traces)
- 2010: Die Kinder von Paris (La Rafle)
- 2010: Illegal (Illégal)
- 2011: Das Haus auf Korsika (Au cul du loup)
- 2012: Auf den Spuren des Marsupilami (Sur la piste du Marsupilami)
- 2013: Mr. Morgans letzte Liebe (Mr. Morgan’s Last Love)
- 2013: Ein Versprechen (A Promise)
- 2013: Mit ganzer Kraft (De toutes nos forces)
- 2014: Mea Culpa – Im Auge des Verbrechens (Mea culpa)
- 2014: Zwei Tage, eine Nacht (Deux jours, une nuit)
- 2016: Im Namen meiner Tochter – Der Fall Kalinka (Au nom de ma fille)
- 2016: Die Besucher – Sturm auf die Bastille (Les Visiteurs 3: La révolution)
- 2016: Das unbekannte Mädchen (La Fille inconnue)
- 2019: Mein sprechender Goldfisch (L’Agent immobilier) (Fernseh-Vierteiler)
- 2019: The Collapse (L’Effondrement, Fernsehserie, zwei Folgen)
- 2019: Osmosis (Fernsehserie, zwei Folgen)
- 2020: Moloch (Fernsehserie, eine Folge)
- 2021: HIP: Ermittlerin mit Mords-IQ (HPI: Haut Potentiel Intellectuel, Fernsehserie, eine Folge)
- 2022: Meinen Hass bekommt ihr nicht (Vous n’aurez pas ma haine)
- 2025: Jeunes mères